# Kruszuna

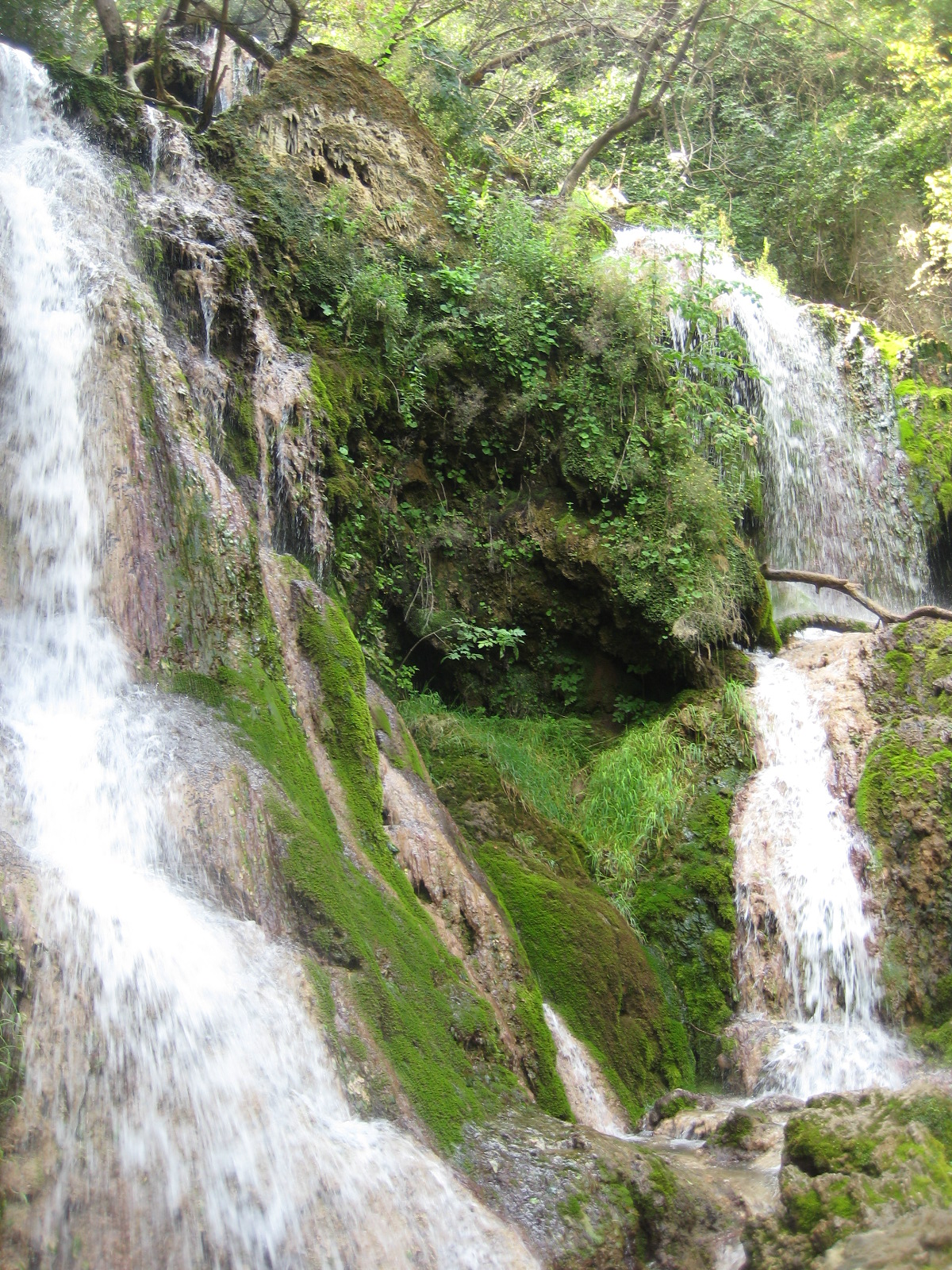
Kruszunski wodopadi

Kruszuna (bułg. Крушуна) – wieś w Bułgarii, w obwodzie Łowecz, w gminie Letnica. W 2016 zamieszkiwana przez 421 osób.
Miejscowość jest położona ok. 30 km od Łowecza, 50 km od Plewenu i 190 km od Sofii. Kmetem wsi wybranym w 2019 roku jest Walerij Nikołow Stojkow.
W pobliżu miejscowości znajdują się wodospady "Kruszunski wodopadi" (bułg. Крушунски водопади), a także kilka jaskiń, w tym "Boninska dupka" (bułg. Бонинска дупка) i "Uruszka maara" (bułg. Урушка маара).